# Shigemi Inaga
Pour les articles homonymes, voir Shigemi.
Shigemi Inaga (稲賀繁美), né à Tokyo en 1957, est un chercheur japonais spécialisé dans la littérature et la culture comparées, l'histoire de l'échange culturel, les thèmes actuels de l'entre-deux, les relations actives et passives, les images miroir, la chiralité et la fusion des humanités et des connaissances scientifiques.
L'émission de télévision du programme éducatif, Modernity of Japanese Art History and its Exterior, commence au printemps 2018 à l'Université ouverte du Japon, et se poursuivra jusqu'en 2023. Le manuel en japonais du même titre est également disponible depuis 2018.

## Biographie
Né à Tokyo en 1957, Shigemi Inaga (稲賀 繁美) a étudié au sein du département de littérature et culture comparées à l’Université de Tokyo, obtenant en 1979 sa maîtrise ès lettres. Boursier du gouvernement français en 1979, il soutient sa thèse de doctorat (en nouveau régime) à l’Université Paris 7 en 1988. Assistant à l’Université de Tokyo entre 1988 et 1990, il enseigne ensuite à l’Université de Mie au titre de professeur adjoint de 1990 à 1997, avant d’être nommé professeur associé au Centre international des études japonaises en 1997, dont il est depuis 2004 professeur titulaire et nommé Vice-Directeur administratif (en 2016-18). Il est également professeur Collège doctoral de recherche avancée, à Hayama, depuis 1997, et nommé professeur en 2004. Il a également été doyen de la Faculté des études culturelles entre 2013 et 15. Depuis 2016, Shigemi Inaga est aussi professeur invité à l’Université ouverte du Japon, à Makuhari, où il est responsable d’un programme d’enseignement télévisé (en émission à partir d’avril 2018).
Parmi ses nombreuses publications, Le Crépuscule de la peinture : la lutte posthume d’Édouard Manet (1997 : en japonais) est couronné du Prix Sibusawa-Claudel, du Suntory Academic Prize et du Ringa Prize for the promotion of Art Research ; L’Orient de la peinture : de l’Orientalisme au Japonisme (1999 : en japonais) remporte le prix académique Watsuji Tetsurô. Vocabulaire de la spatialité japonaise, ouvrage collectif dirigé avec Philippe Bonnin et Masatsugu Nishida, fait l’objet du Prix de la publication de l’Académie de l’architecture en 2015.
Afin de faire circuler et partager ses idées épistémiques enjambant l’Orient et l’Occident et portant sur la transmission des héritages sur le plan transculturel, Shigemi Inaga organise plusieurs expositions d'artistes en conjonction avec les symposiums sur le plan international. Parmi lesquels notons, une exposition, Réceptacle du passage ou La Vie transitoire des formes et ses empreintes, et le Colloque international Berceau du temps, Passage des âmes, tenus conjointement à la Maison de la culture du Japon à Paris, du 20 au 24 janvier 2015, qui se trouve développé à Londres en Utsuwa-Utsushi (en collaboration avec l’University of the Arts London, TrAIN, le 4 mai 2018).
Récemment[évasif], il est aussi fréquemment invité pour donner une « keynote address » à des colloques académiques et artistiques, tels que Global Perception of the Modernity in Question: How to Redefine Modernity in Retrospect : So as to Readjust the Digitalized Global Scale Model, dans l’assemblée générale de la conférence annuelle CIMAM 2015 : How Global can Museum be? The National Art Center, Tokyo, Roppongi Academy Hills, du 7 au 9 novembre 2015, et aussi à la Taipei Biennale en 2016 ou encore, Toward a Social Design in the Era of globalization: A New Task of the Design History, dans le cadre de l'ICDHS (The International Conference on Design History and Design Studies), à la Taiwan University of Science and Technology à Taipei (Taïwan), du 26 au 28 octobre 2016.

## Publications

### Thèse
- Théodore Duret (1838-1927), Du journaliste politique à l'historien d'art japonisant, Contribution à l'étude de la critique artistique dans la deuxième moitié du XIXe et au début du XXe siècles, Thèse de l'Université Paris VII (Nouveau Régime), 1988, Lille: Atelier national des thèses, 1989, 926pp., [microfiche].

### Livres
- Le Crépuscule de la peinture ; la lutte posthume d’Édouard Manet (Kaiga no Tasogare : Edowâdo Mane Botsugo no Tôsô), Nagoya, The University of Nagoya Press, 1997, 467 pp.
- L’Orient de la peinture : de l’Orientalisme au Japonisme (Kaiga no Tôhô, Orientarizumu kara Jyaponisumu he) Nagoya, The University of Nagoya Press, 1999, 480 pp.
- Images on the Edge: A Historical Survey of East-Asian Trans-Cultural Modernities (kaiga no Rinkai : Kindai Higashi Azia Bijutushi no Shikkoku to Meiun), Nagoya, The University of Nagoya Press, 2014, 770 pp.
- In Search of haptic Plasticity: Soul Touching each Other, Forms Interwoven (Sesshoku zoukeiron, Fureau Tamashii, Tsumugareru Katachi), Nagoya, The University of Nagoya Press, 2016, 474 pp.
- Modernity of Japanese Art History and its Exterior (Nihon Bijutsu no Kindai to sono Gaibu), Tokyo: NHK Publishing, 2018, 233 pp.

### Livres édités
- Toward an Ethics in Inter-Cultural Understanding (Ibunka Rikai no Rinri ni Mukete), Nagoya, The University of Nagoya Press, 2000.
- Traditional Japanese Arts & Crafts; A Reconsideration from Inside and Outside Kyoto (Dentô Kôgei Saikô, Kyô no Uchi-soto), Kyoto, Shibunkaku Shuppan Ltd. 2007.
- A Not-yet-ending Modernity: Yagi Kazuo and the Objet-Cuit (Owarikirenai “Kindai”-Yagi Kazuo to Obuje-yaki), Co-édité avec Hida Toyorô, Tokyo, Bigaku Shuppan, 2008.
- Books on Ukiyoe and Japanese Arts in English by Yone Noguchi, Tokyo, Edition Synapse (réimprimé en 3 volumes), 2008.
- Oriental Consciousness between Reverie and Reality 1887-1953 (Tôyô-Ishiki, Musô to Genjitsu no Aida, 19887-1953), Kyoto, Minerva Publishing Co. Ltd., 2012.
- Vocabulaire de la spatialité japonaise (Nihon no seikatsu kūkan), coédité avec Philippe Bonnin et Nishida Masatsugu (dir.), Paris, CNRS Éditions, 2013.
- Pirate's View of the World History, A Reversed Perception of the Order of Things (Kaizoku-Shikan kara mita Sekaishi no Sai-Kôchiku), Kyoto: Shibunkaku Shuppan Ltd., 2017.
- Crossing Cultural Borders : Toward an Ethics of Intercultural Communication; Beyond Reciprocal Anthropology (International Research Center for Japanese Studies, abrégé comme IRCJS, co-ed. with Kenneth L. Richard), 1999.
- Traditional Japanese Arts and Crafts in the 21st Century: Reconsidering the Future from an International Perspective (co-édité avec Patricia Fister), 2007.
- Artistic Vagabondage and New Utopian Projects: Transnational Poïetic Experience in East-Asian Modernity (1905-1960): Selected Papers from the XIXth Congress of the International Comparative Literature Association, Séoul, 2010, Expanding the Frontiers of Comparative Literature, 2011.
- Questioning Oriental Aesthetics and Thinking: Conflicting Visions of Asia under the Colonial Empires, The 38th International Research Symposium:, IRCJS, 2011.
- A Pirate's View of World History—A Reversed Perception of the Order of Things From a Global Perspective, The 50th International Research Symposium, IRCJS, 2017.

### Traductions
Shigemi Inaga a également traduit en japonais Ce que parler veut dire de Pierre Bourdieu (librairie Fujiwara-shoten, 1997), et a publié plusieurs essais critiques sur la sociologie de l’art visant l’au-delà de l’approche bourdieusienne.

## Prix
- Prix de la Société pour les études du Japonaiserie, 1980
- Prix Shibusawa-Claudel, Prix spécial Louis-Vuitton, 1997
- Prix académique, Fondation Suntry, 1997
- Prix Ringa pour la promotion des Beaux-Arts, 1997
- Prix académique Watsuji, 2000
- Prix du livre de l’Académie d’architecture 2014